# Bítouchov
Bítouchov (en allemand : Bitouchow) est une commune du district de Mladá Boleslav, dans la région de Bohême-Centrale, en République tchèque. Sa population s'élevait à 381 habitants en 2020.

## Géographie
Bítouchov se trouve à 4 km à l'ouest de Bakov nad Jizerou, à 8 km au nord de Mladá Boleslav et à 55 km au nord-est de Prague.
La commune est limitée au nord et à l'est par Bakov nad Jizerou, au sud par Bradlec et Josefův Důl et à l'ouest par Hrdlořezy.

## Histoire
La première mention écrite de la localité remonte à 1388.

## Administration
La commune se compose de deux quartiers :
- Bítouchov
- Dalešice